# سد کارونی ارنا
سد کارونی ارنا (به لاتین: Caroni–Arena Dam) یک سد در ترینیداد و توباگو است.